# Mạch gỗ

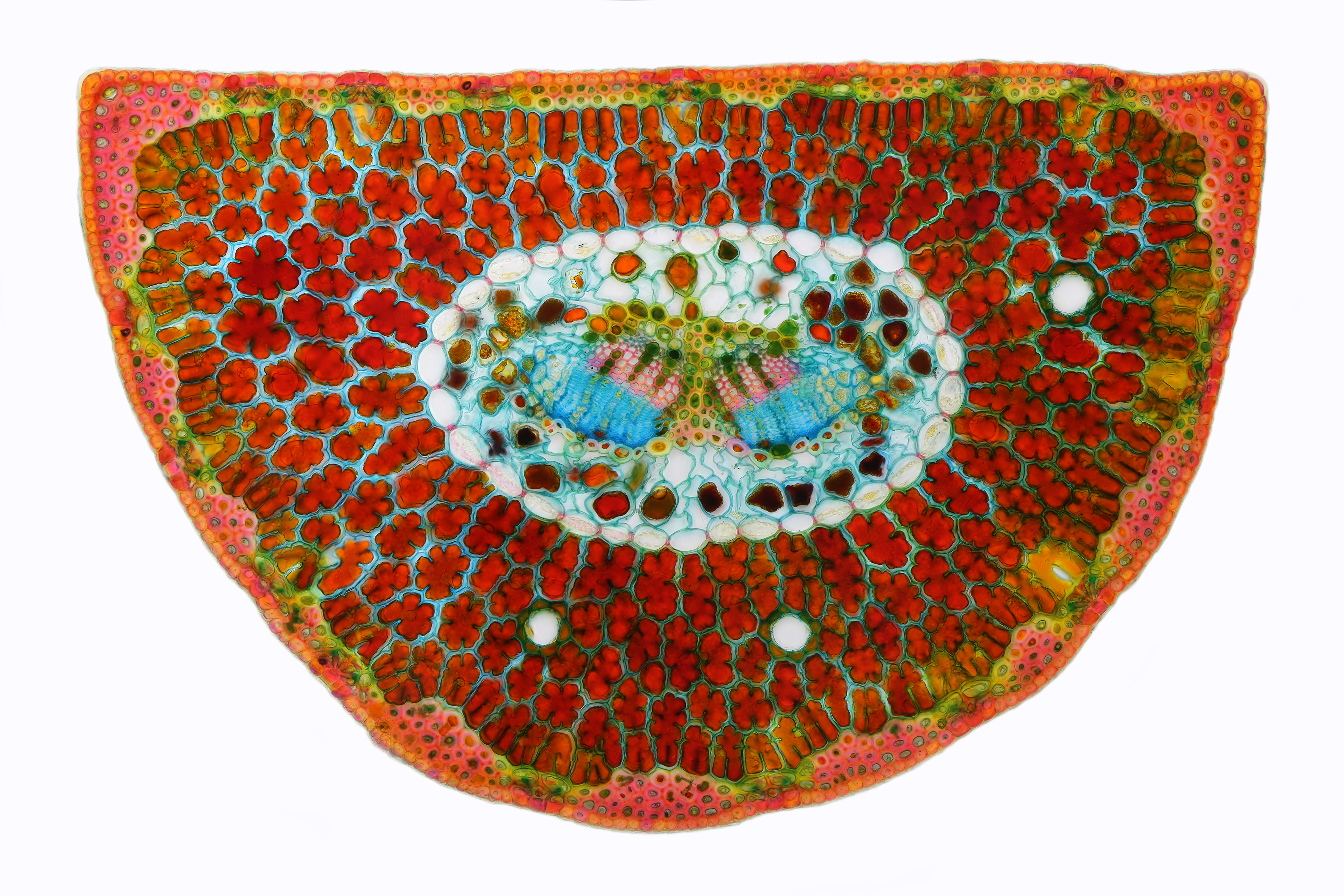
Mặt cắt ngang của cây thông Bosnia (Pinus Holdreichii) dưới kính hiển vi. Xylem nhuộm màu hồng ở giữa trung trụ.

Mạch gỗ (cũng gọi: xylem) là một loại mạch vận chuyển nước và ion khoáng ở cây trên cạn. Đây là mô dẫn truyền chất lỏng từ phía dưới (rễ) lên phía trên (thân và lá) của thực vật, tương tự như mạch máu ở động vật.
Mạch gỗ trong tiếng Anh và nhiều ngôn ngữ khác gọi là xylem (phát âm tiếng Anh: /ˈzaɪləm/, tiếng Việt: xy-lem). Từ "xylem" này bắt nguồn từ một danh từ Hy Lạp cổ là ξυλον (xylon, có nghĩa là "gỗ"). Mạch gỗ là mô dẫn bắt buộc của hầu hết các cây thân gỗ, trên cạn, thường chiếm 20-30% thể tích thân cây.

## Đặc điểm
Mạch gỗ là tập hợp các tế bào đã chết, hoá gỗ. Tế bào mạch gỗ gồm hai loại chính là quản bào và mạch ống. Những tế bào cùng loại nối liền với nhau tạo thành ống dẫn hình trụ kéo dài từ rễ lên thân và đến lá cây. Các tế bào này nối với nhau theo kiểu "đuôi" tế bào trên nối liền với "đầu" tế bào dưới thành ống, đồng thời các ống kề nhau nối với nhau qua nhiều lỗ bên. Kiểu nối này giúp cho một tế bào bị tắc, thì dòng dịch của mạch gỗ vẫn chuyển lên qua các lỗ bên và ngược lại.

## Phân bố
Quan sát cấu tạo thô đại trên mặt cắt ngang của thân cây, lỗ mạch thường có các dạng phân bố:
- Xếp vòng: ở phần gỗ sớm, lỗ mạch có đường kính lớn hơn hẳn và xếp vòng, ở phần gỗ muộn, lỗ mạch nhỏ hơn hẳn và xếp phân tán rải rác. Dựa vào đặc điểm phân bố này có thể dễ dáng phân biệt gỗ sớm và gỗ muộn.
- Xếp phân tán: ở gỗ sớm hoặc gỗ muộn, lỗ mạch có đường kính xấp xỉ nhau và xếp rải rác phân tán. Chỉ có 1 cấp đường kính ở cả gỗ sớm và gỗ muộn, do vậy khó khăn khi phân biệt gỗ sớm gỗ muộn.
- Xếp trung gian: ở phần gỗ sớm, lỗ mạch có đường kính lớn hơn và có xu hướng xếp vòng, kích thước lỗ mạch giảm dần từ gỗ sớm đến gỗ muộn. Ở phần gỗ muộn lỗ mạch xếp rải rác phân tán. Khó phân biệt rõ danh giới gỗ sớm và gỗ muộn.

## Tụ hợp
Các hình thức tụ hợp của lỗ mạch:
- Đơn: Các lỗ mạch đứng đơn độc riêng lẻ.
- Kép: Các lỗ mạch đứng cạnh nhau, tạo vách chung, chúng thường bị ép dẹp, tạo thành hàng thẳng đứng.
- Nhóm: Các lỗ mạch đứng gần nhau nhưng không bị ép dẹp thành hàng thẳng đứng.
- Dây: các lỗ mạch đơn, kép, nhóm đứng gần nhau tạo thành hàng đứt đoạn, hàng này theo hướng tia gỗ thì là dây xuyên tâm, theo hướng vòng nắm sẽ là dây tiếp tuyến.

## Ý nghĩa
Mạch gỗ là yếu tố đầu tiên giúp phân biệt các loại gỗ, mạch gỗ có thể vận chuyển nước và muối khoáng và chất hữu cơ, là yếu tố làm tăng độ xốp rỗng của gỗ. Số lượng và kích thước của mạch gỗ ảnh hưởng quyết định đến bề mặt gỗ (lỗ mạch nhiều và lớn thì thớ gỗ thô).